# Elisabeth Müller (Medizinerin)
Elisabeth Rosa Müller (geboren 22. Juni 1895 in Hannover; ermordet Oktober 1944 im Konzentrationslager Auschwitz) war eine deutsche praktische Ärztin und Kinderheilkundlerin.

## Leben

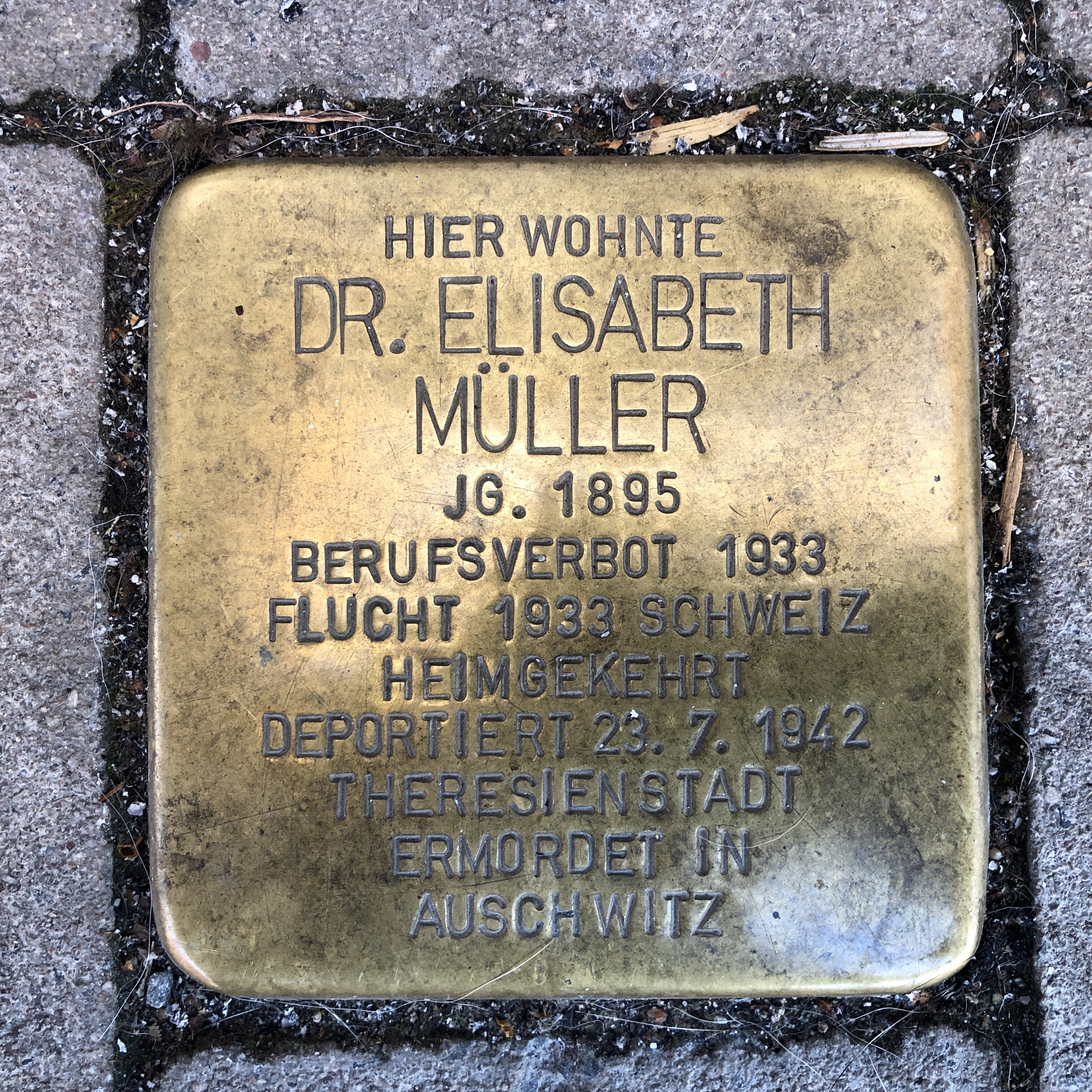
„Hier wohnte Dr. Elisabeth Müller Jg. 1895 Berufsverbot 1933 Flucht 1933 Schweiz heimgekehrt 1939 deportiert 23.7.1942 Theresienstadt ermordet in Auschwitz“;
Stolperstein; Lavesstraße 64 in Hannover

Elisabeth Müller wurde Ende des 19. Jahrhunderts in Hannover als zweites von vier Kindern des aus Adelebsen stammenden Bankiers und Handelsgerichtsrats Siegfried Müller in der elterlichen Wohnung in der Rumannstraße 25 geboren.
Nach ihrem Abitur begann sie mitten im Ersten Weltkrieg im Jahr 1915 das Studium der Medizin an den Universitäten Heidelberg, Göttingen und München. Im Herbst 1920 bestand sie ihr Staatsexamen an der Universität Göttingen, dort auch die Doktorprüfung. Ihre ärztliche Approbation erhielt sie 1922.
Sie ließ sich 1925 als Fachärztin für Kinderkrankheiten in Hannover nieder. Ihre Praxis in der dortigen Lavesstraße 64 unterhielt Müller bis kurz nach der Machtergreifung durch die Nationalsozialisten im Jahr 1933. Nachdem ihr aufgrund ihrer jüdischen Religionszugehörigkeit die Kassenzulassung entzogen worden war, musste sie ihre Praxis schließen. Sie ging zeitweilig in die Schweiz und arbeitete in Genf an der Klinik Pépinière. Ungeklärt ist, warum sie 1935 nach Deutschland zurückkehrte, wo sie in Bollschweil in Baden das Heim „Sonnenhalde“ für jüdische Kinder gründete.
Müller kehrte 1939 nach Hannover zurück, um als Oberin das dortige Jüdische Krankenhaus zu leiten. Am 23. Juli 1942 wurde sie mit sämtlichen Ärzten, Pflegekräften, Patienten und Bewohnern des Jüdischen Krankenhauses in das Ghetto Theresienstadt deportiert. Laut einer Überlieferung wirkte sie dort als Oberschwester auf einer Krankenstation. Im Oktober 1944 wurde sie in das Konzentrationslager Auschwitz verschleppt und dort ermordet.

## Elisabeth-Müller-Platz
Am 15. September 2021 beschloss der hannoversche Stadtbezirksrat Südstadt-Bult die Benennung eines zuvor lediglich als „Schmuckplatz“ bezeichneten öffentlichen Raumes zwischen Sallstraße, Kleine Düwelstraße und Dieckmannstraße im Stadtteil Südstadt „nach Dr. Elisabeth Müller“.